# Fragaria × ananassa
La fragola coltivata (o semplicemente fragola; Fragaria × ananassa (Duchesne ex Weston) Duchesne ex Rozier, 1785) è una specie ibrida ampiamente coltivata del genere Fragaria della famiglia delle Rosaceae, collettivamente note come fragole, che sono coltivate in tutto il mondo per i loro frutti.
La fragola da giardino fu coltivata per la prima volta in Bretagna, in Francia, nel 1750 tramite un incrocio tra Fragaria virginiana proveniente dall'America settentrionale orientale e Fragaria chiloensis, portata dal Cile da Amédée-François Frézier nel 1714. Le cultivar di Fragaria × ananassa hanno sostituito, nella produzione commerciale, la fragola di bosco (Fragaria vesca), che è stata la prima specie di fragola coltivata all'inizio del XVII secolo.

## Storia
La prima fragola da giardino fu coltivata in Bretagna, in Francia, alla fine del XVIII secolo. In precedenza, le fragole di bosco e le selezioni coltivate di fragole di bosco erano la fonte comune di questo frutto.
Alla fine del XVI secolo erano state citate tre specie europee: F. vesca, F. moschata e F. viridis. Le fragole venivano trapiantate a partire dai boschi e poi venivano propagate per via asessuata, tagliando gli stoloni.
Gli indiani Mapuche e Huilliche del Cile coltivarono la specie femmina di fragola fino al 1551, quando gli spagnoli ne conquistarono il territorio. Nel 1765, un esploratore europeo registrò la coltivazione della F. chiloensis, la fragola cilena. Quando furono introdotte per la prima volta in Europa, le piante crescevano rigogliose, ma non producevano frutti. I giardinieri francesi di Brest e Cherbourg, intorno alla metà del XVIII secolo, notarono per primi che quando F. moschata e F. virginiana venivano piantate tra file di F. chiloensis, la fragola cilena produceva frutti abbondanti e insolitamente grandi. Poco dopo, Antoine Nicolas Duchesne iniziò a studiare la coltivazione delle fragole e fece diverse scoperte cruciali per la scienza della coltivazione delle piante, come la riproduzione sessuata della fragola, che pubblicò nel 1766. Duchesne scoprì che le piante femmine di F. chiloensis potevano essere impollinate solo dalle piante maschili di F. moschata o F. virginiana. Fu allora che gli europei si resero conto che le piante avevano la capacità di produrre solo fiori maschili o solo fiori femminili.
Duchesne determinò che F. × ananassa era un ibrido di F. chiloensis e F. virginiana. F. × ananassa, che produce frutti di grandi dimensioni, è così chiamata perché ricorda l'ananas nell'odore, nel sapore e nella forma della bacca. In Inghilterra sono state prodotte numerose varietà di F. × ananassa, che costituiscono la base delle moderne varietà di fragole attualmente coltivate e consumate. Ulteriori selezioni sono state condotte anche in Europa e America per migliorare la rusticità, la resistenza alle malattie, le dimensioni e il sapore.

## Descrizione

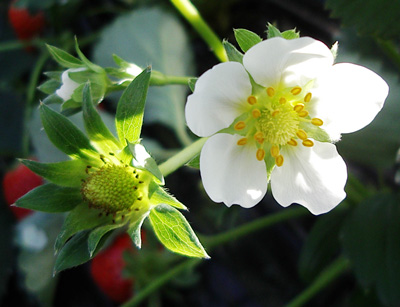
Fiore di F. × ananassa

F. × ananassa è una pianta perenne ibrida erbacea, stolonifera che raggiunge un'altezza di 30 cm. Le foglie composte formano una rosetta densa e sono composte da tre foglioline ovate con margini dentati. Le piante si espandono tramite stoloni fuori terra che radicano ai nodi, formando infine nuove piantine. I fiori bianchi, a cinque petali, sono tenuti in grappoli sciolti e sbocciano in primavera. I frutti aggregati, carnosi e a forma di cono, cambiano colore dal verde al rosso vivo durante la maturazione.
Dal punto di vista botanico la fragola non è una bacca ma un frutto accessorio aggregato, nel senso che la parte carnosa deriva non dagli ovari della pianta ma dal ricettacolo che contiene gli ovari. Ogni apparente "seme" (achenio) all'esterno del frutto è in realtà uno degli ovari del fiore, con un seme al suo interno.

## Coltivazione
Ai fini della produzione commerciale, le piante vengono propagate da stoloni e, in genere, distribuite come piante a radice nuda o in zolle. La coltivazione segue uno dei due modelli generali: la plasticoltura annuale, o un sistema perenne di file o cumuli intrecciati.
La maggior parte della produzione commerciale moderna utilizza il sistema della plasticoltura. Con questo metodo, ogni anno vengono realizzate aiuole rialzate, sottoposte a fumigazione e ricoperte di plastica per impedire la crescita delle erbacce e l'erosione. Le piante, solitamente acquistate nei vivai del nord, vengono piantate attraverso i fori praticati in questa copertura e sotto vengono fatti passare i tubi per l'irrigazione. Gli stoloni vengono rimossi dalle piante non appena compaiono, per incoraggiare le piante a concentrare la maggior parte della loro energia nello sviluppo dei frutti. Dopo la raccolta, la plastica viene rimossa e le piante vengono sepolte nel terreno. Le piante di fragole producono frutti migliori e in quantità maggiore quando sono giovani. Dopo un anno o due, declinano. Sostituirle annualmente migliora le rese e consente una piantagione più fitta. Ciò richiede però una stagione di crescita più lunga affinché le piante possano stabilizzarsi. Inoltre, costa di più acquistare annualmente le piante, formare nuovi cumuli e coprirli con (nuova) plastica.
L'altro metodo principale conserva le piante per diversi anni. Ciò è più comune nei climi più freddi. Le piante vengono coltivate in file o su cumuli. Questo metodo richiede un investimento inferiore e una manutenzione inferiore, nel complesso. Le rese sono in genere inferiori rispetto alla plasticoltura.

## Usi

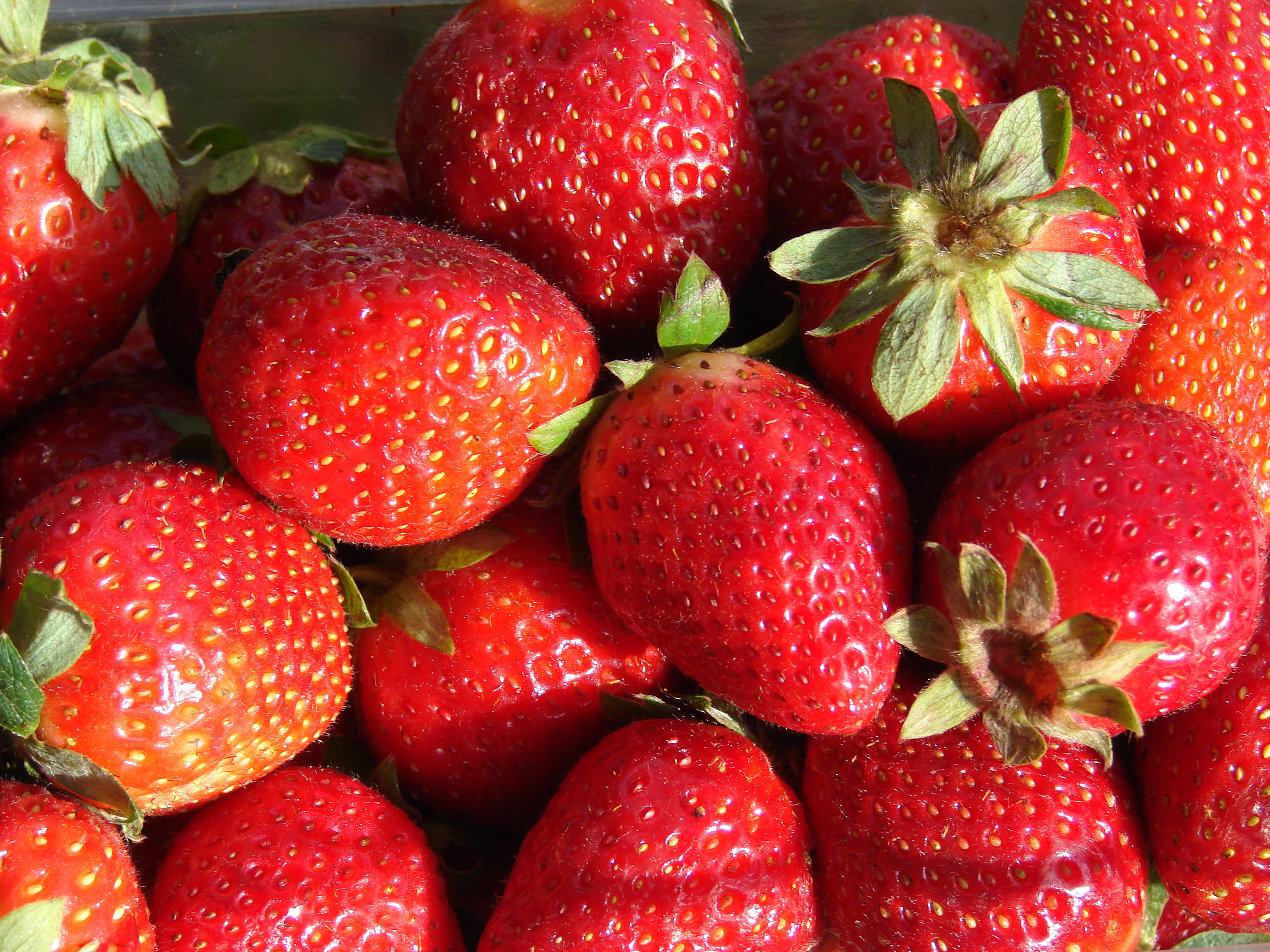
Frutti di F. × ananassa

Il frutto è ampiamente apprezzato per il suo aroma caratteristico, il colore rosso brillante, la consistenza succosa e la dolcezza. Viene consumato in grandi quantità, fresco o in cibi preparati. Gli aromi e i profumi artificiali di fragola sono ampiamente utilizzati anche in prodotti come dolciumi, saponi, lucidalabbra, profumi e molti altri.
Oltre ad essere consumate fresche, le fragole possono essere congelate o trasformate in marmellate o conserve, così come essiccate e utilizzate in cibi preparati, come le barrette di cereali. Le fragole e gli aromi alla fragola sono un'aggiunta popolare ai prodotti lattiero-caseari, come il latte alla fragola, il gelato alla fragola, i frullati alla fragola e gli yogurt alla fragola.
Nel Regno Unito, "fragole e panna" è un dessert popolare consumato al torneo di tennis di Wimbledon. In Svezia, le fragole sono un dolce tradizionale servito alla vigilia di Mezza estate. In Grecia, le fragole possono essere cosparse di zucchero e poi immerse nel Metaxa, un brandy, e servite come dessert. In Italia le fragole vengono utilizzate per vari dessert e come aromatizzante comune per il gelato alla fragola.